# Chelidura redux
Chelidura redux – gatunek skorka z rodziny skorkowatych i podrodziny Anechurinae.
Gatunek ten opisany został po raz pierwszy w 1908 roku przez Andrieja Siemionowa-Tian-Szanskiego jako Burriola redux. Do rodzaju Chelidura przeniesiony został w 1990 roku przez Henrika Steinmanna.
Skorek ten ma stosunkowo krępe ciało, u samca osiągające od 13 do 16 mm długości ciała mierzonej wraz ze szczypcami, natomiast samica pozostaje nieznana nauce. Ubarwienie ma ciemnobrązowawoczarne, rzadziej ciemnorudoczarnr, przy czym czułki, przedplecze i stopy mają zawsze kolor ciemnorudy. Duża głowa ma słabo widoczne szwy, nabrzmiałe czoło, wypukłą tylną krawędź i małe, krótsze od skroni oczy. Czułki mają pierwszy z członów mniej więcej tak długi jak rozstaw czułków, drugi z członów poprzeczny, trzeci nieco dłuższy od czwartego, a pozostałe walcowate lub prawie walcowate. Poprzeczne przedplecze ma ściętą krawędź przednią, mniej lub bardziej równoległe i proste lub delikatnie wklęsłe krawędzie boczne, wypukłą krawędź tylną i bruzdę podłużną przez środek powierzchni. Pod szczątkowymi pokrywami brak jest skrzydeł tylnej pary. Nieco rozszerzony ku tyłowi odwłok ma tergity czwarty i trzeci z dość małymi podgięciami gruczołowymi na bokach. Silnie poprzeczny tergit ostatni ma gładką, pozbawioną wzgórków grzbietowo-bocznych powierzchnię i jest niezmodyfikowany. Niewielkich rozmiarów pygidium jest z tyłu zaokrąglone. Przysadki odwłokowe (szczypce) mają prosto zbudowane, cylindryczne w przekroju, u nasady i pośrodku mniej lub bardziej proste, a u wierzchołka nieco zakrzywione ramiona o krawędziach wewnętrznych drobno, ale wyraźnie ząbkowanych. Narządy rozrodcze samca są podługowate, o szerokiej, u nasady i szczytu zwężonej płytce centralnej, dobrze rozwiniętych paramerach zewnętrznych oraz z bardzo długą, zaopatrzoną w pęcherzyk nasadowy virgą w płacie genitalnym.
Owad palearktyczny, endemiczny dla Chin, znany z Tybetu i Gansu.